# Євангеліє від Марка

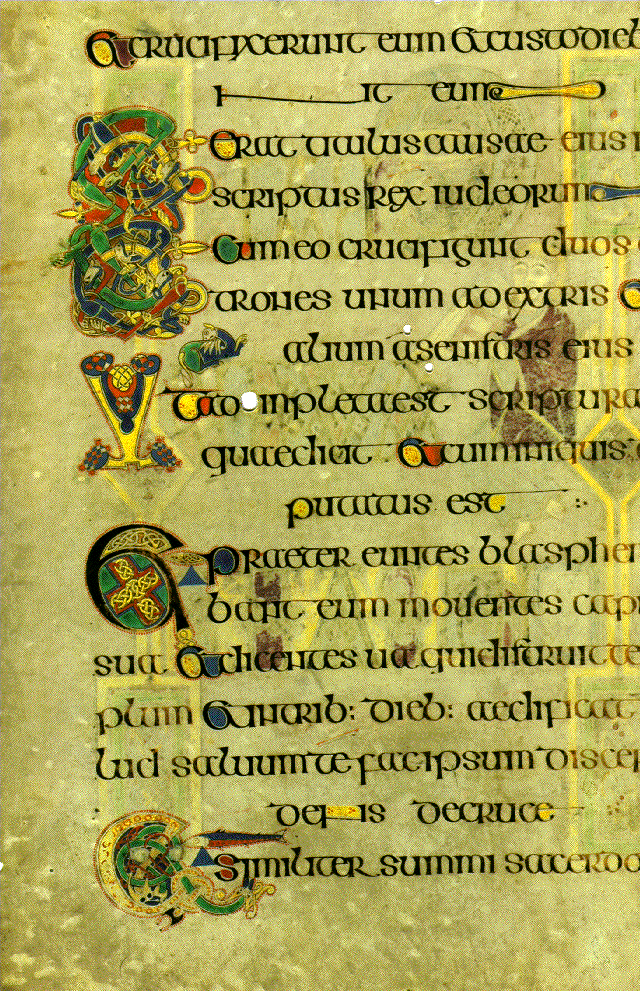
Фрагмент тексту з Євангелії від Марка, написаного ірландськими ченцями бл. 800 року — з манускрипту Келлської книги, що містить всі 4 Євангелія латинською мовою.

Єванге́ліє від Ма́рка — одне з чотирьох євангелій — головних книг Нового Заповіту, друге за порядком. У ньому описано благовіщення та життя Ісуса Христа. Автором вважається святий Євангеліст Марко.
Марко писав Євангеліє у Римі у ті ж роки, що й Матвій, і був одним із супутників апостола Павла. Пізніше він поселився в Римі й допомагав Петру як писар. Він був очевидцем усього того, про що писав апостол Петро. Марко більше описує те, що Ісус робив, аніж те, що він говорив.

## Час написання
Існує декілька версій щодо часу написання Євангелія від Марка. Одна з наймолодших версій була пов'язана із фрагментом 7Q5 Кумранських рукописів, інтерпретованому спочатку як фрагмент Євангелія від Марка. Оскільки поселення Кумрану зруйноване 68 року, припускалось написання тексту раніше цього часу. Пізніше проте доведено, що фрагмент не належить до тексту Євангелія від Марка. Таким чином час створення Євангелія достовірно встановити неможливо. Багато дослідників вважають, що Євангеліє від Марка створено першим, деякі слідом за Августином вважають його другим після Матвія. Більшість дослідників сходиться в тому, що воно написано раніше Євангелій від Луки і Івана. Найбільш ймовірний час створення книги — 60-ті — 70-ті роки І століття. За версією Євсевія Кесарійського Євангеліє написане у 43 році. Найбільш імовірне місце створення Євангелія від Марка — Рим. На його користь говорять свічення Папія Ієрапольського, Климента та Іринея. В Євангелії від Марка присутній ряд латинізмів (центуріон, легіон, динарій), відсутніх в Євангелії від Матвія. Деякі дослідники спираються на датування Послання до римлян — апостола Павла, написаного у 56–58 роках, з вказівкою на те, що проблеми єврейської громади Риму, вказані у Посланні, ще не знайшли відображення у творі. Тобто текст був написаний раніше.

## Достовірність
Проти достовірності Євангелія не було серйозних заперечень, за винятком віршів 9–20 останньої 16 глави (16:9–20), що носять, на думку деяких критиків, друк пізнішого походження. За свідченням Євсевія, Єроніма та інших, Євангеліє від Марка в їх час закінчувалося словами: «тому що боялися», тобто 8 віршем глави. Прикінцевих віршів немає в синайському і ватиканському манускриптах.

## Сучасні дослідження
Євангеліє від Марка було предметом великої екзегетичної і критичної літератури. Більшість сучасних дослідників вважають, що Євангеліє від Марка створено першим. Згідно гіпотезі двох джерел, Євангеліє від Марка, поряд з джерелом Q, послужило основою для написання Євангелій від Матвія і Луки: «Дослідники новозавітних євангелій, відзначаючи подібність перших трьох, висловлюють припущення, що Євангеліє від Марка було найбільш раннім з них, а в Євангеліях від Матвія і Луки було використане крім Марка ще якесь джерело, що являє собою не зв'язну розповідь про життя Ісуса, а збори його висловів».

## Зміст
Євангеліє від Марка містить 16 розділів (глав). Автор розпочинає свою книгу з розповіді про Івана Хрестителя — предвісника пришестя Христа — та Ісусове хрещення в Івана. В 14–15 главах описується хресний шлях Христа від Таємної Вечері до Його похорону. Остання 16 глава свідчить про Христове Воскресіння і Вознесіння.
| Розділ                                     | Зміст | Скорочений зміст |
| ------------------------------------------ | --- | --- |
| Пролог                                     | | |
| 1,1 — 1,13                                 | - Вступ до Євангелія Мк. 1:1 - Іван Хреститель Мк. 1:2–8 - Хрещення Ісуса Мк. 1:9–11 - Спокушування Ісуса Мк. 1:12–13 | Ісус Христос представлений зразу як Син Божий. Його прихід пов'язаний з Іваном Хрестителем, який, у свою чергу, був предтечею. При хрещенні Ісус представлений Богом як Його Син. Після утримання від спокус Ісус вступає у період месіанства. |
| Дії Ісуса                                  | | |
| 1,14 — 3,12 (Дії Ісуса перед народом)      | - Перший виступ у Галилеї Мк. 1:14–15 - Покликання перших учнів Мк. 1:16–20 - Екзорцизм у синагозі Капернаума Мк. 1:21–28 - Оздоровлення тещі Петра Мк. 1:29–31 - Наступні оздоровлення Мк. 1:32–34 - Усамітнення з Капернаума Мк. 1:35–39 - Оздоровлення прокаженого Мк. 1:49–45 - Оздоровлення розслабленого Мк. 2:1–12 - Покликання Матвія Мк. 2:13–17 - Запитання про піст Мк. 2:18–22 - Зривання колосків у суботу Мк. 2:23–28 - Оздоровлення у суботу Мк. 3:1–6                                                                                    | Ісус кличе на початку своєї діяльності чотирьох учнів. Через численні чуда показує свою владу. Зцілення спочатку отримують широкий розголос, проте призводять до конфлікту з релігійними авторитетами. |
| 3,13 — 6,6a (Навчання та Чуда)             | - Визначення Дванадцятьох Мк. 3:13–19 - Стосунки з своєю родиною Мк. 3:20–35 - Притча про зерно Мк. 4:1–20 - Притча про світильник Мк. 4:21–25 - Притча про врожай, що сам виростає Мк. 4:26–29 - Притча про гірчичне зерно Мк. 4:30–32 - Кінець притч Мк. 4:33–34 - Втихомирення бурі Мк. 4:35–41 - Зцілення одержимого Мк. 5:1–20 - Таліта кум Мк. 5:21–43 - Несприйняття на батьківщині Мк. 6:1–6 | Вчення і дії Ісуса переходять з Галилеї на сусідні краї. Проте його діяльність наштовхується і на опір. Тут розповідається в основному про 4 теми: слухачі Ісуса групуються, до його нової сім'ї належать 12 учнів а стара сім'я віддаляється. Потім слідує опис Царства Небесного, який завершується чудотворною діяльністю. Розділ завершується несприйняттям Ісуса на батьківщині. |
| 6,6b — 8,26 (Ісусові чуда)                 | - Послання дванадцятьох учнів Мк. 6:7–13 - Ірод Антипа почув про Ісуса Мк. 6:14–16 - Страта Івана Хрестителя Мк. 6:17–29 - Повернення 12 апостолів Мк. 6:30–33 - Нагодування 5000 Мк. 6:34–44 - Хода по воді Мк. 6:45–52 - Зцілення хворих Мк. 6:53–56 - Питання про чистоту Мк. 7:1–23 - Прохання сирофінікійської жінки Мк. 7:24–30 - Зцілення глухонімого Мк. 7:31–37 - Нагодування 4000 Мк. 8:1–10 - Відхилення знаків для роду цього Мк. 8:11–13 - Попередження від фарисеїв та іродіадів Мк. 8:14–21 - Зцілення сліпого біля Вифсаїди Мк. 8:22-–26 | Розділ починається з послання дванадцятьох у дорогу проповідувати. Смерть Івана Хрестителя пов'язана також і з несприйняттям Ісуса на батьківщині. Показаний перехід Ісусових чудес від юдеїв на неюдеїв. Розділ завершується новим конфліктом з книжниками. |
| Дорога до Хреста                           | | |
| 8,27 — 10,52 (Дорога у Єрусалим)           | - Признання Месії Петром Мк. 8:27–30 - Перше повідомлення про страждання Мк. 8:31–33 - Преображення Мк. 9:2–10 - Прихід Іллі Мк. 9:11–13 - Друге повідомлення про страждання Мк. 9:30–32 - Суперечка учнів Мк. 9:33–37 - Попередження про чужих чудотворців Мк. 9:38–48 - З солі Мк. 9:49–50 - До Юдеї Мк. 10:1 - Про шлюб Мк. 10:2–12 - Благословення дітей Мк. 10:13–16 - Багатство Мк. 10:17–31 - Третє повідомлення про страждання Мк. 10:32–34 - Володарювати і служити Мк. 10:35–45 - Зцілення сліпого Вартимея Мк. 10:46–52                       | У цьому розділі Ісус починає свій шлях до Єрусалиму. Це видно із його місць перебування — Кесарії Пилипової, Єрихону. |
| 11,1 — 13,37 (Діяльність у Єрусалимі)      | - Вхід у Єрусалим Мк. 11:1–11 - Прокляття фігового дерева Мк. 11:12–14 - Очищення Храму Мк. 11:15–19 - Про Віру Мк. 11:20–25 - Питання про владу Ісуса Мк. 11:27–33 - Притча про виноградарів Мк. 12:1–12 - Питання про податки Мк. 12:13–17 - Питання Садукеїв Мк. 12:18–27 - Найважливіша заповідь Мк. 12:28–34 - Син Давида Мк. 12:35–37 - Проти книжників Мк. 12:37–40 - Вбога вдовиця Мк. 12:41–44 - Кінець часів Мк. 13: | Ісус Христос після зцілення сліпого Вартимея входить до Єрусалиму. Тут проявляється ескалація з юдейською релігійною старшиною. Після їх рішення Його погубити відбувається відкритий конфлікт: посланці Синедріону запитують, хто дав таку владу Ісусу. Ісус відповідає притчами про злих виноградарів. Після цього слідують три наступних теологічних питання. Наприкінці розділу слідує остання промова Ісуса, яка показує кінець часів Старого Завіту. |
| 14,1 — 16,8 (Муки, Смерть, та пустий гріб) | - Змова книжників Мк. 14:1–2 - Помазання у Віфанії Мк. 14:3–9 - Зрада Юдою Іскаріотом Мк. 14:10–11 - Тайна вечеря Мк. 14:12–25 - Хода до Оливної гори Мк. 14:26–31 - Молитва у Гетсиманському саду Мк. 14:32–42 - Ув'язнення Мк. 14:43–52 - Синедріон Мк. 14:53–65 - Відречення Петром Мк. 14:66–72 - Понтій Пилат Мк. 15:1–5 - Варавва Мк. 15:6–15 - Знущання Мк. 15:16–20 - Розп'яття на хресті Мк. 15:20–32 - Смерть Ісуса Мк. 15:32–41 - Похорон Мк. 15:42–47 - Пуста могила Мк. 16:1–8                                                              | Страсті Христові починаються з новою нарадою старійшин, як вбити Ісуса. Марко подає події хронологічно до арешту Ісуса. При цьому Тайна вечеря і подається виражено як жертва Божого Сина. Наступною кульмінаційною подією цього розділу є молитва залишеним людьми Ісусом до Бога Отця у Гетсиманському саду з вираженим страхом перед страстями, що на Нього чекають. Юда передає Ісуса синедріону. Далі слідують суди синедріона та Пилата. Трагічно описані розп'яття на хресті та смерть Ісуса. Лише із чудесним Воскресінням та з'явленням його жінкам і учням настають завершальні події останнього розділу Євангелія від Марка. |
| 16,9-16,20                                 | Воскресіння та настанова одинадцятьом проповідувати Євангелія всьому світові. Вознесіння Господнє. | Воскресіння та настанова одинадцятьом проповідувати Євангелія всьому світові. Вознесіння Господнє. |